# Forst (bei Wissen, Sieg)
Forst (ⓘ) ist eine Ortsgemeinde im Landkreis Altenkirchen (Westerwald) in Rheinland-Pfalz. Sie gehört der Verbandsgemeinde Hamm (Sieg) an.

## Geographie

### Geographische Lage
Die Gemeinde Forst im Nördlichen Mittelsiegbergland liegt auf einem Höhenrücken rechts der Sieg zwischen dem Bellingerbach im Westen und dem Holperbach im Osten, etwa fünf Kilometer nordwestlich von Wissen an der Landesgrenze zu Nordrhein-Westfalen.

### Gemeindegliederung
Zu Forst gehören außer dem namensgebenden Ort noch die Ortsteile Dellingen, Hof Holpe (früher Holge), Kaltau, Lechenbach, Neuhöfchen, Seifen (früher Oberseifen), Seifermühle und Wäldchen.

## Geschichte
Bis Mitte des 17. Jahrhunderts gehörte Forst landesherrlich zur Grafschaft Sayn. Die Einwohner wurden nach der Einführung der Reformation in der Grafschaft Sayn erst lutherisch und später reformiert. Nach der Landesteilung der Grafschaft Sayn im 17. Jahrhundert zählte Forst zur Grafschaft Sayn-Hachenburg.
Forst bildete innerhalb des Kirchspiels Hamm einen „Sende“ genannten eigenen Verwaltungsbezirk, zu dem auch die Orte Dellingen, Holpe, Kaltau, Lechenbach, Neu-Höfchen, Ober-Seifen, Seifen und Wäldchen gehörten. Die Grafschaft Sayn-Hachenburg war 1799 auf dem Erbweg an die Fürsten von Nassau-Weilburg gefallen. Im Zusammenhang mit der Bildung des Rheinbundes kam Forst 1806 an das neu errichtete Herzogtum Nassau.
Aufgrund der auf dem Wiener Kongress (1815) getroffenen Vereinbarungen wurde das Kirchspiel Hamm an das Königreich Preußen abgetreten. Unter der preußischen Verwaltung wurde Forst der Bürgermeisterei Hamm im neu errichten Kreis Altenkirchen (Regierungsbezirk Koblenz) zugeordnet, der von 1822 an zur Rheinprovinz gehörte.
Bevölkerungsentwicklung
Die Entwicklung der Einwohnerzahl der Gemeinde Forst, die Werte von 1871 bis 1987 beruhen auf Volkszählungen:
| Jahr | Einwohner |
| ---- | --------- |
| 1815 | 199       |
| 1835 | 250       |
| 1871 | 365       |
| 1905 | 415       |
| 1939 | 459       |

| Jahr | Einwohner |
| ---- | --------- |
| 1950 | 466       |
| 1961 | 452       |
| 1970 | 512       |
| 1987 | 501       |
| 1997 | 600       |

| Jahr | Einwohner |
| ---- | --------- |
| 2005 | 668       |
| 2011 | 606       |
| 2017 | 586       |
| 2023 | 590       |

## Politik

### Gemeinderat
Der Gemeinderat in Forst besteht aus zwölf Ratsmitgliedern, die bei der Kommunalwahl am 9. Juni 2024 in einer Mehrheitswahl gewählt wurden, und dem ehrenamtlichen Ortsbürgermeister als Vorsitzendem.

### Bürgermeister
Marc Schwenzfeger wurde am 3. Juli 2024 Ortsbürgermeister von Forst. Bei der Direktwahl am 9. Juni 2024 war er als einziger Bewerber mit einem Stimmenanteil von 75,1 % für fünf Jahre gewählt worden.
Schwenzfegers Vorgänger Jürgen Mai hatte das Amt 25 Jahre ausgeübt und kandidierte bei der Wahl 2024 nicht erneut als Ortsbürgermeister.

### Wappen
| Wappen von Forst | Blasonierung: „Durch gold-blauen Balken, darauf 8 blaue und goldene Halbkugeln in verwechselten Farben, schräg geteilt. Oben rechts ein goldener leopardierter Löwe auf rotem Grund, unten links 3 grüne Tannen auf goldenem Grund.“ |
| Wappen von Forst | Wappenbegründung: Im oberen Dreieck des Wappens erscheint der goldene leopardierte Löwe auf rotem Grund als Zeichen für die frühere Zugehörigkeit zur Grafschaft Sayn. Der Balken in Blau und Gold symbolisiert die beiden Bäche, den Bellingerbach und Holperbach, zugleich symbolisieren die acht Halbkugeln die acht Ortsteile. Als Symbol für Wald und für den Ortsnamen stehen drei Tannen auf goldenem Grund. |

## Sehenswürdigkeiten
Im Ortsteil Seifermühle befindet sich die gleichnamige Mühle, die 1603 als „Kaldauwer Mühle“ erstmals urkundlich erwähnt wurde. Dieses unter Denkmalschutz stehende Gebäude wurde ab 1987 bis 1992 restauriert und kann nach Voranmeldung besichtigt werden.

## Persönlichkeiten
- Sabine Bätzing-Lichtenthäler (* 1975), Politikerin, lebt in Forst